# Gömöri Emma
Gömöri Emma, férjezett Gyarmati Gézáné (Arad, 1896. szeptember 12. – Arad, 1978. május 11.) színésznő. Férje Gyarmati Géza színész volt.

## Élete
1914 és 1920 között az aradi Friss Újság munkatársa volt, majd 1920-tól különböző vándortársulatok, magánszínházak, illetve az Aradi Színház és a Szatmári Városi Színház tagja volt. 1948-ban a marosvásárhelyi Székely Színházhoz szerződött, ahol tizennégy évig játszott. A színház kedvelt színésznője volt. Remek, sokszor groteszkbe hajló humorral formálta meg szerepeit és nagy sikert arattak páros jelenetei Varga Józseffel. 1962-ben nyugdíjba ment és visszatért szülővárosába, Aradra.

## Főbb szerepei
- Katajev: Bolondos vasárnap – Igazgatónő
- Gorkij: Jegor Bulicsov és a többiek – Zobunova
- Demetrius: Mai emberek – Anica
- Nušiś: Kegyelmesasszony – Zsivka
- Szirmai Albert: Mézeskalács – Bábi
- García Lorca: Bernarda Alba háza – María Josefa